# Jakšić (priimek)
Jakšić je priimek v Sloveniji, ki ga je po podatkih Statističnega urada Republike Slovenije na dan 1. januarja 2010 uporabljalo 77 oseb.

## Znani slovenski nosilci priimka
- Danilo Jakšić (*1932), tekstilni tehnolog, prof. NTF UL
- Nikola Jakšić, strojnik, razvojnik v ETI...

## Znani tuji nosilci priimka
- Bogdan Jakšić (1914—?), profesor veterinarske fakultete v Beogradu
- Đura (Georgije) Jakšić (1832—1878), srbski pesnik, dramatik in slikar
- Đura Jakšić (1924—1991), hrvaško-srbski glasbenik in dirigent
- Grgur Jakšić (1871—1955), srbski zgodovinar
- Mileta Jakšić (1869—1935), srbski književnik
- Nikola Jakšić (*1949), hrvaški umetnostni zgodovinar in arheolog
- Pavle Jakšić (1913—2005), generalpolkovnik JLA
- Stevan Jakšić (1896—1972), pravnik, Zagreb
- Svetolik Jakšič (1868 —1928), srbski novinar in diplomat
- Vladimir Jakšić (1824—1899), profesor